# Катастрофа Іл-62 у Варшаві (1987)
Катастрофа Іл-62 у Варшаві (1987) — велика авіаційна катастрофа, яка відбулась у суботу 9 травня 1987 року. Авіалайнер Іл-62МА авіакомпанії LOT — Польські авіалінії виконував міжнародний рейс LO5055 за маршрутом Варшава — Нью-Йорк, але за 23 хвилини після зльоту у нього зайнявся двигун № 1. Не знаючи масштабу займання, екіпаж зробив спробу повернутись назад до Варшави, але під час заходу на посадку лайнер втратив управління і впав у Кабатський ліс на околиці Варшави за 6 кілометрів від аеропорту. Загинули всі, хто перебував на його борту, 183 людини — 172 пасажири й 11 членів екіпажу.
Це найбільша авіакатастрофа в історії Польщі за участі Іл-62.

## Відомості про рейс 5055

### Літак
Іл-62МА (реєстраційний номер SP-LBG, заводський 3344942, серійний 44-04) був випущений Казанським авіазаводом ім. З. П. Горбунова у третьому кварталі 1983 року. 3 квітня 1984 року був переданий польській авіакомпанії LOT — Polish Airlines (є одним з семи літаків Іл-62МА, переданих LOT у 1984 р.). У авіакомпанії LOT він отримав ім'я Tadeusz Kościuszko (Тадеуш Костюшко) — відомого воєнного і політичного діяча Речі Посполитої кінця XVIII — початку XIX століть. Оснащений чотирма турбореактивними двигунами Д-30КУ Рибинського моторобудівного заводу. На день катастрофи вчинив 1752 цикли «зліт-посадка» і налітав 6971 годину (при загальному призначеному ресурсі 30 000 годин і міжремонтному 10 000 годин).
Варто зазначити, що до нього ім'я Tadeusz Kościuszko носив Іл-62 борт SP-LAB (заводський номер 21105, серійний 11-05), випущений у 1972 році, котрий у початку 1983 року був повернений у СРСР, де йому присвоїли бортовой номер CCCP-86706 і направили у 1-й Красноярський ОАО Красноярського УЦА.

### Екіпаж і пасажири
Літаком управляв дуже досвідчений екіпаж, він складався:
- Капітан повітряного судна (КВС) — 59-літній Зигмунт Павлячик (пол. Zygmunt Pawlaczyk). Народився 19 квітня 1928 року. Дуже досвідчений пілот, був льотчиком у ВПС Польщі з 1951 року, працював в авіакомпанії LOT 32 роки (з 1955 року). Налітав 19 745 годин, з них 5542 на Іл-62 та Іл-62МА (3725 з них на посаді КВС).
- Другий пілот — 54-літній Леопольд Кархер (пол. Leopold Karcher). Народився 4 січня 1933 року. Дуже досвідчений пілот, був льотчиком у ВПС Польщі з 1956 року, працював в авіакомпанії LOT 20 років (з 1967 року). Налітав 10 899 годин, 2357 з них на Іл-62.
- Штурман — 57-літній Леслав Ликовськи (пол. Lesław Łykowski). Народився 2 січня 1930 року. Працював в авіакомпанії LOT 12 років (з 1975 року). Налітав 9520 годин, 3156 з них на Іл-62.
- Бортінженер — 43-літній Войцех Клоссек (пол. Wojciech Kłossek). Народився 7 січня 1944 року. Працював в авіакомпанії LOT 12 років (з 1975 року). З 1985 року був бортінженером-інструктором на Іл-18, а у 1986 році був перекваліфікований на Іл-62МА. Налітав 5100 годин, 291 з них на Іл-62.
- Бортінженер-інструктор — 53-літній Рішард Хмелевськи (пол. Ryszard Chmielewski). Народився 28 вересня 1933 року. Працював в авіакомпанії LOT 22 роки (з 1965 року). Налітав 10 571 годину, 6695 з них на Іл-62.
- Бортрадист — 43-літній Лешек Богдан (пол. Leszek Bogdan). Народився 11 квітня 1944 року. Працював в авіакомпанії LOT 13 років (з 1974 року). Налітав 9520 годин, 3156 з них на Іл-62.

У салоні літака працювали чотири стюардеси:
- Марія Бергер-Сендерська (пол. Maria Berger-Senderska), 38 років (народилася 8 червня 1948 року) — стюардеса-інструктор. Працювала в авіакомпанії LOT 13 років (з 1974 року). Налітала 6300 годин.
- Малгожата Островська (пол. Małgorzata Ostrowska), 29 років (народилася 3 січня 1958 року). Працювала в авіакомпанії LOT 7 років (з 1980 року, на посаді стюардеси з 1986 року). Налітала 2400 годин.
- Йоланта Потира (пол. Jolanta Potyra), 40 років (народилася 28 травня 1946 року). Працювала в авіакомпанії LOT 12 років (з 1975 року). Налітала 5800 годин.
- Беата Плонка (пол. Beata Płonka), 23 роки (народилася 18 серпня 1963 року) — стюардеса-стажист. Працювала в авіакомпанії LOT 2 роки (з 1985 року). Налітала 1300 годин.

| Національність | Пасажири | Екіпаж | Всього |
| -------------- | -------- | ------ | ------ |
| Польща         | 155      | 11     | 166    |
| США            | 17       | 0      | 17     |
| Всього         | 172      | 11     | 183    |

Загалом на борту літака перебували 183 людини — 172 пасажири і 11 членів екіпажу.

## Хронологія подій

### Попередні обставини
8 травня 1987 року Іл-62МА борт SP-LBG виконав трансатлантичний рейс з Чикаго у Варшаву, після чого пройшов 6-годинну перевірку, у ході якої його підготовили до наступного трансатлантичного перельоту. 9 травня авіалайнер мав виконувати рейс LO5055 з Варшави у Сан-Франциско з проміжною посадкою у Нью-Йорку (для дозаправки). На його борту перебували 11 членів екіпажу і 172 пасажири (155 поляків — 21 з них постійно проживав за кордоном, а 5 були співробітниками авіакомпанії LOT — та 17 американців). Злітна вага становила 167 тонн.
О 10:07 екіпаж отримав дозвіл на управління до ЗПС № 33, а о 10:17, перебуваючи на виконавчому старті, отримав дозвіл на зліт. О 10:18 рейс 5055 вилетів з Варшавського аеропорту і по повітряному коридору R-23 (курс 280°), почав набирати висоту до ешелону FL180 (5486 метрів) у напрямку на Грудзьондз. Згідно з планом польоту, вихід з Польського повітряного простору повинен був виконаний після прольоту Дарлова.
Перебуваючи у процесі підйому, лайнер наближався до кордону повітряної зони аеропорту, коли о 10:26 диспетчер підходу дав вказівку поки затриматись на ешелоні FL160 (4877 метрів) і зберігати висоту до Грудзьондза. Це було пов'язано з тим, що на ешелоні FL170 (5182 метри) проводили польоти воєнної авіації, а у цивільного диспетчера не було зв'язків з воєнним. Після проходу Плонська екіпаж, зберігаючи ешелон польоту FL160, перейшов на зв'язок з районним диспетчером. До 10:41 політ проходив у нормальному режимі.

### Відмова двигуна
О 10:31 екіпаж отримав вказівку від диспетчера як найшвидше піднятись до ешелону FL310 (9449 метрів): 5055, входьте на триста десять і блискавично сто сімдесят перетин (пол. 5055, wchodźcie na trzysta dziesięć i błyskawicznie sto siedemdziesiąt przecięcie 5055). У зв'язку з цим була підвищена потужність двигунів, яка впродовж 30 секунд сягала максимального значення.
О 10:41, на 23-й хвилині польоту, коли авіалайнер на швидкості 815 км/год на висоті 8200 метрів проходив над селом Варлюбя, у кабіні пілотів спрацювали сигнали про декомпресії і пожежі в обох лівих двигунах. КПС зв'язався з диспетчером і доповів про надзвичайну ситуацію та про намір повернутися у Варшаву. Через настання декомпресії екіпаж приступив до аварійного зниження до висоти 4000 метрів. Також при розвороті було виявлено і відмову керма. О 10:44 з літака доповіли про ліквідацію пожежі і початку аварійного скидання палива.
Скидання зайвого палива було необхідним, оскільки вага авіалайнера у цей момент (орієнтовно 161 тонна) значно перевищувала максимальну посадочну (107 тонн). Бортінженер доповів, що працює тільки один з чотирьох електричних генераторів, тому частину систем довелося відключити. Також виникла проблема зі скиданням палива, оскільки клапани мали електричний привід. Також відмовило кермо висоти, працював лише його тример.

### Катастрофа

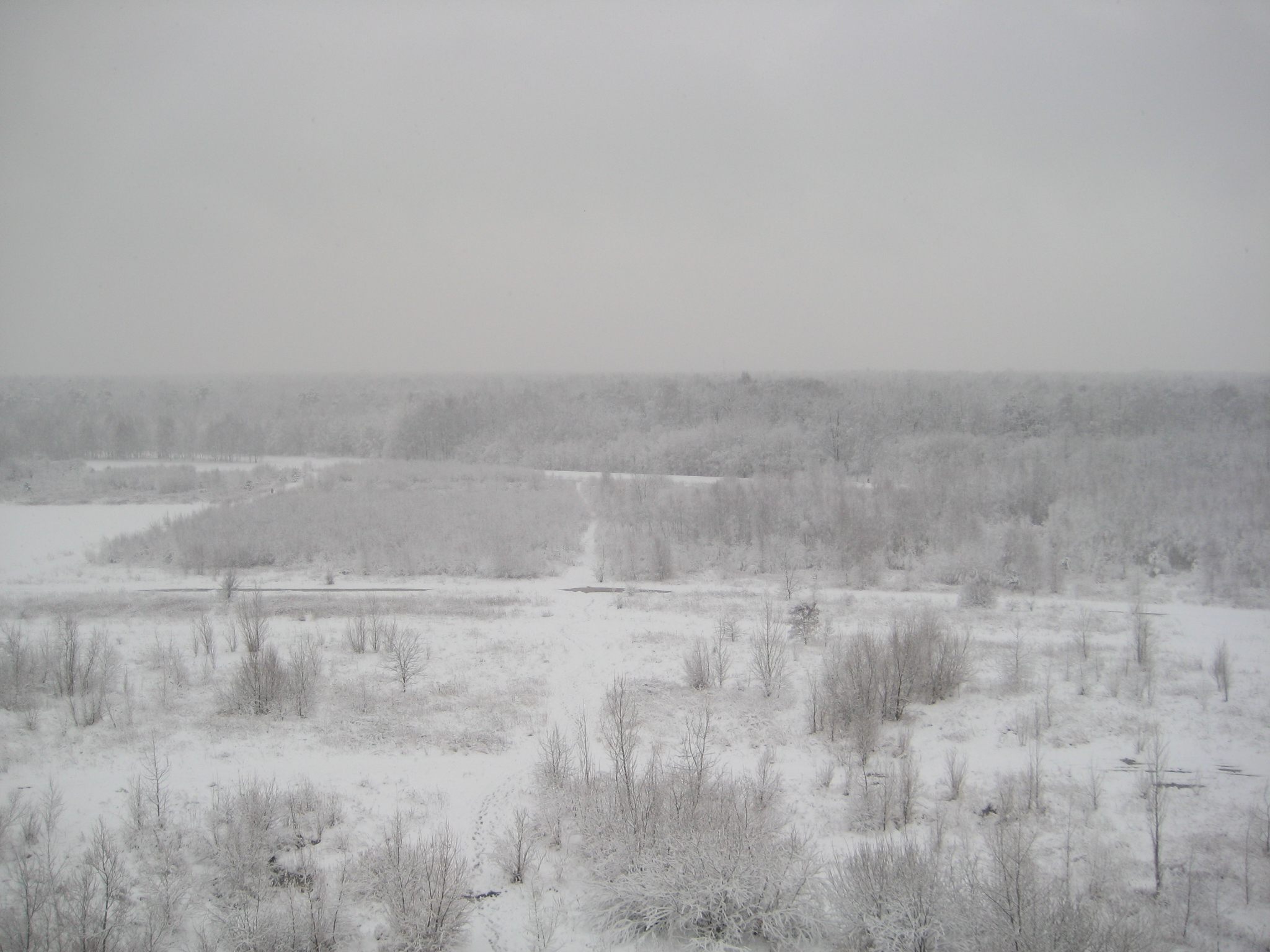
Вид на Кабатський ліс зимою

Пожежа у хвості літака викликала пошкодження важливих систем для підтримання польоту. Вогонь швидко перекинувся у багажний відсік, де імовірно відбувся вибух парів палива, які потрапили туди через пошкодження паливних баків.
Лайнер заходив на посадку на смугу № 33 з південної сторони через сильний вітер. Фюзеляж рейса 5055 до того часу вже горів і від літака йшов густий чорний дим. На швидкості 480 км/год екіпаж розгорнув літак над селом Юзефослав. Частини фюзеляжу, що горіли відділялись від літака і падали на землю. Приблизно у цей час повністю відмовила система управління, включаючи тример керма висоти. Шасі також не працювали. Перестали працювати насоси, що зливали паливо. У час катастрофи у баках лишалося ще приблизно 32 т. палива.
О 11:12 рейсу LO5055 впав на землю недалеко від містечка Пясечно у 5 км від ЗПС аеропорту Варшави і повністю зруйнувався. Усі 183 людини на його борту (11 членів екіпажу та 172 пасажири) загинули.
По одній з версій, в останні секунди перед катастрофою пожежі з багажного відділення перекинулися у хвостову частину салону і пасажири у паніці кинулись зі своїх місць. Змістившись у носову частину літака, пасажири дестабілізували літак, у результаті чого він, перебуваючи на невеликій швидкості, увійшов у пікірування. За іншою версією, пожежа сильно пошкодила хвостовий опір літака.

### Жертви авіакатастрофи
У літаку знаходилося 11 членів екіпажу і 172 пасажирів. Серед загиблих було 17 громадян Сполучених Штатів і 21 поляків, що мешкають постійно за кордоном. Найстарішою пасажиркою була 95-літня Kazimiera Hanson-Adrian — американка польського походження, наймолодша півторарічна Yvette Victoria Trubisz подорожуюча разом із батьками. Серед пасажирів було п'ять працівників Польських Авіаліній LOT

## Розслідування
Розслідування причин катастрофи встановило, що причиною катастрофи рейсу LOT 5055 стали конструктивні недоліки літака. Підшипники турбіни низького тиску були оснащені 13 шарикопідшипниками замість задуманих 26 зменшення ціни виробництва. При підвищенні режиму роботи двигунів шарикопідшипники почали нагріватися. Це, своєю чергою, викликало відділення осі турбіни низького тиску, її наступний аномальний розгін, руйнація диска турбіни і викид його уламків убік двигуна № 1.

## Наслідки катастрофи
СРСР довго відмовлявся визнати будь-який зв'язок між катастрофою та проблемами з двигунами. В 1991 році авіакомпанія LOT продала останній Іл-62 і перейшла на експлуатацію Boeing 767.